# Брутална нощ
„Брутална нощ“ (на английски: Violent Night) е американска коледна екшън комедия и екшън филм от 2022 г. на режисьора Томи Уиркола, по сценарий на Пат Кейси и Джош Милър. Във филма участват Дейвид Харбър, Джон Легуизамо, Кам Жиганде, Алекс Хасел, Алексис Лаудър, Еди Патерсън и Бевърли Д'Анджело.

## Актьорски състав
| Актьор            | Роля                                                                        |
| ----------------- | --------------------------------------------------------------------------- |
| Дейвид Харбър     | Дядо Коледа                                                                 |
| Джон Легуизамо    | Бен – „г-н Скрудж“, лидер на наемническата група                            |
| Бевърли Д'Анджело | Гъртруда Лайтстоун – глава на семейството, ръководителка на семейната фирма |
| Алекс Хасел       | Скайлър Лайтстоун – син на Гъртруда Лайтстоун                               |
| Алексис Лаудър    | Линда Лайтстоун – съпругата на Скайлър                                      |
| Леа Брейди        | Труди Лайтстоун – дъщерята на Скайлър                                       |
| Еди Патерсън      | Алва Лайтстоун – дъщерята на Гъртруда Лайтстоун                             |
| Кам Жиганде       | Морган Стил – любовникът на Алва                                            |
| Александър Елиът  | Берт – син на Алва                                                          |
| Брендън Флетчър   | „Крампус“ – един от бандитите                                               |
| Майк Допуд        | командир Торп                                                               |

Световната премиера на филма се състои в „Ню Йорк Комик Кон“ на 7 октомври 2022 г. и излиза по кината в Съединените щати на 2 декември 2022 г. от „Юнивърсъл Пикчърс“.
В България филмът излиза на същата дата от „Форум Филм България“.